# Berberis racemulosa
Berberis racemulosa är en berberisväxtart som beskrevs av T.S. Ying. Berberis racemulosa ingår i släktet berberisar, och familjen berberisväxter. Inga underarter finns listade i Catalogue of Life.